# Dilochia
Dilochia là một chi thực vật có hoa trong họ Lan (Orchidaceae).